# Orsonnens
Orsonnens (toponimo francese; in tedesco Orsonning, desueto) è una frazione di 307 abitanti del comune svizzero di Villorsonnens, nel Canton Friburgo (distretto della Glâne).

## Storia

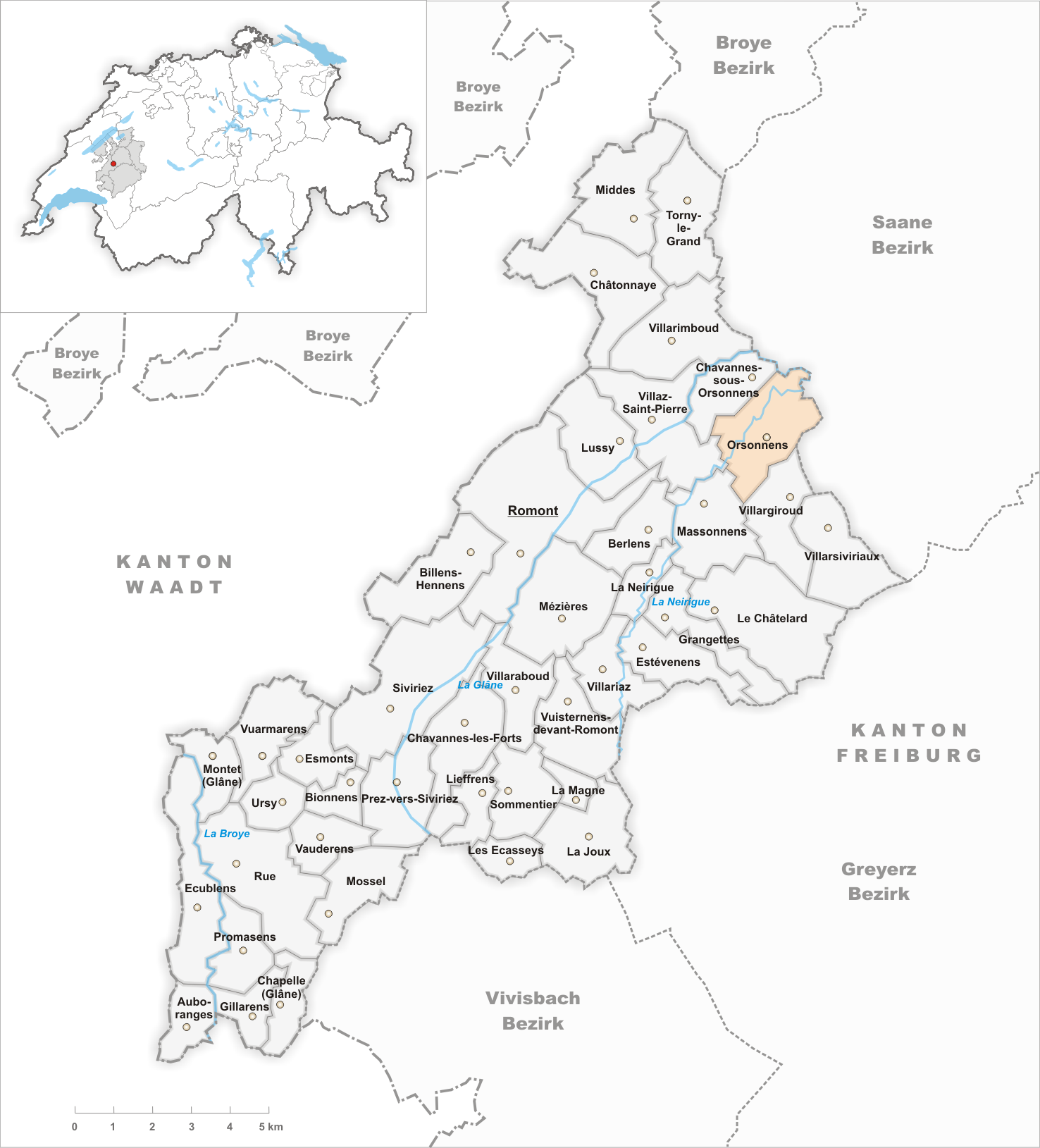
Il territorio del comune di Orsonnens prima degli accorpamenti comunali del 2001

Già comune autonomo, nel 2001 è stato accorpato agli altri comuni soppressi di Chavannes-sous-Orsonnens, Villargiroud e Villarsiviriaux per formare il nuovo comune di Villorsonnens, del quale Orsonnens è il capoluogo.

## Monumenti e luoghi d'interesse

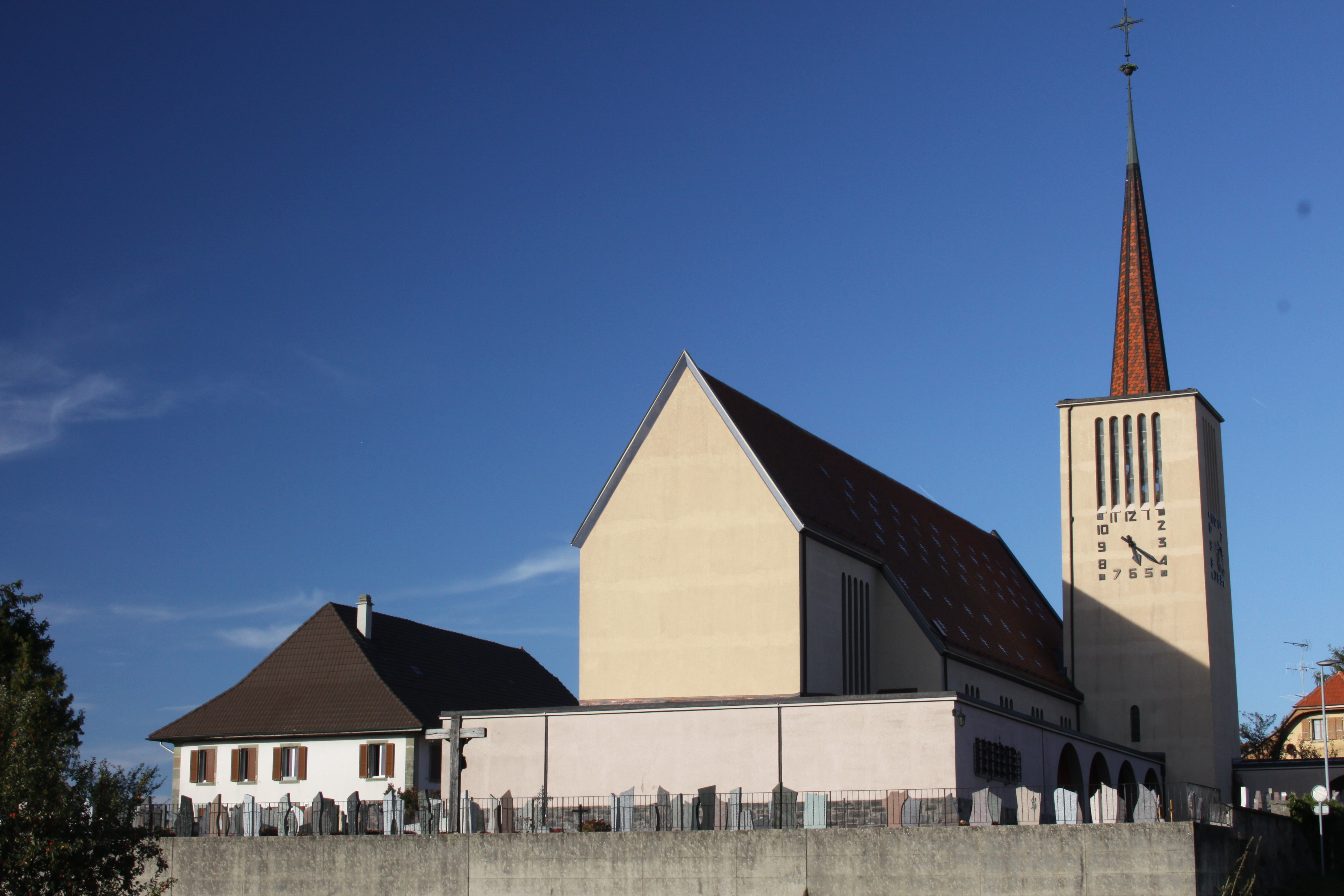
La chiesa cattolica di San Pietro

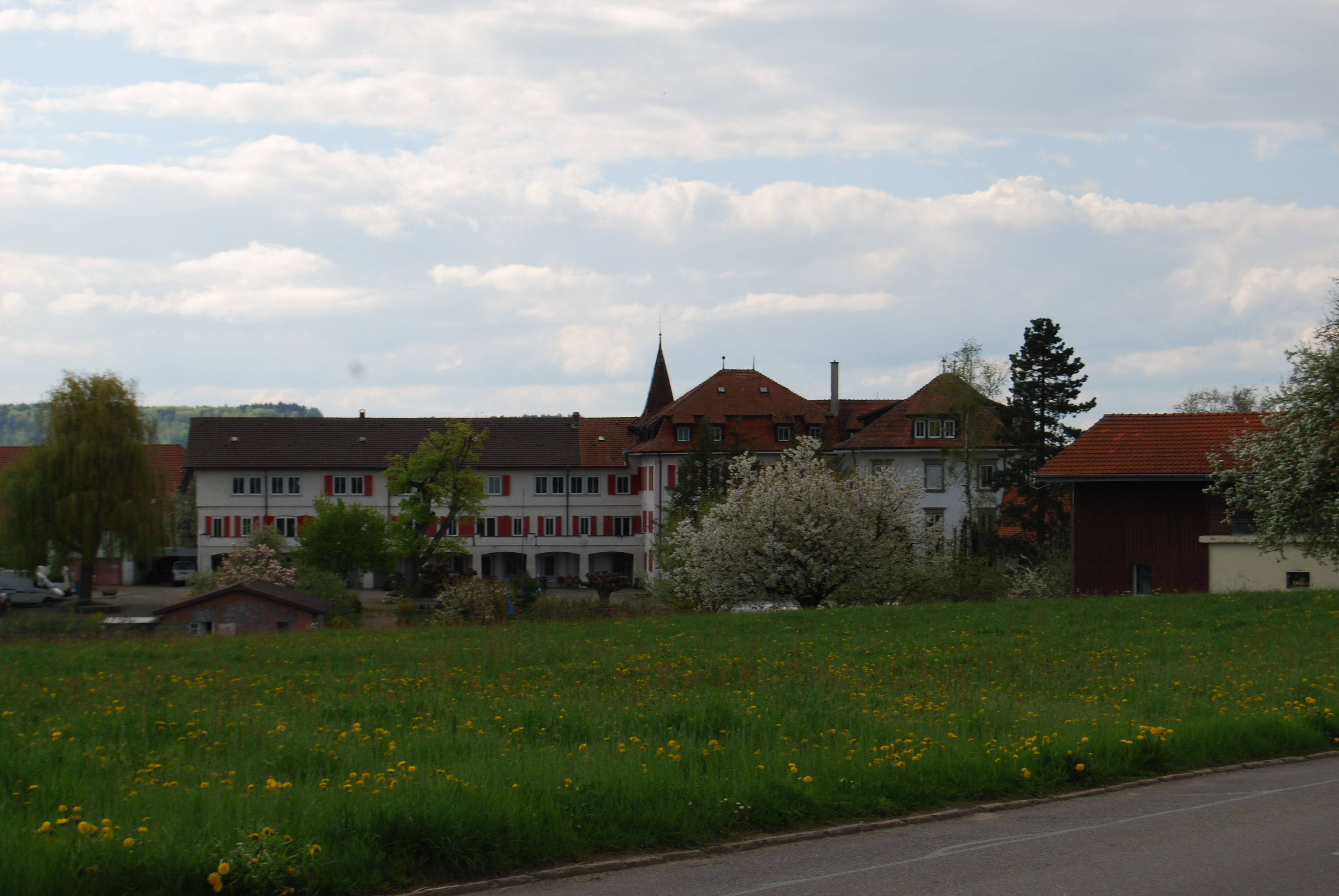
Il castello superiore

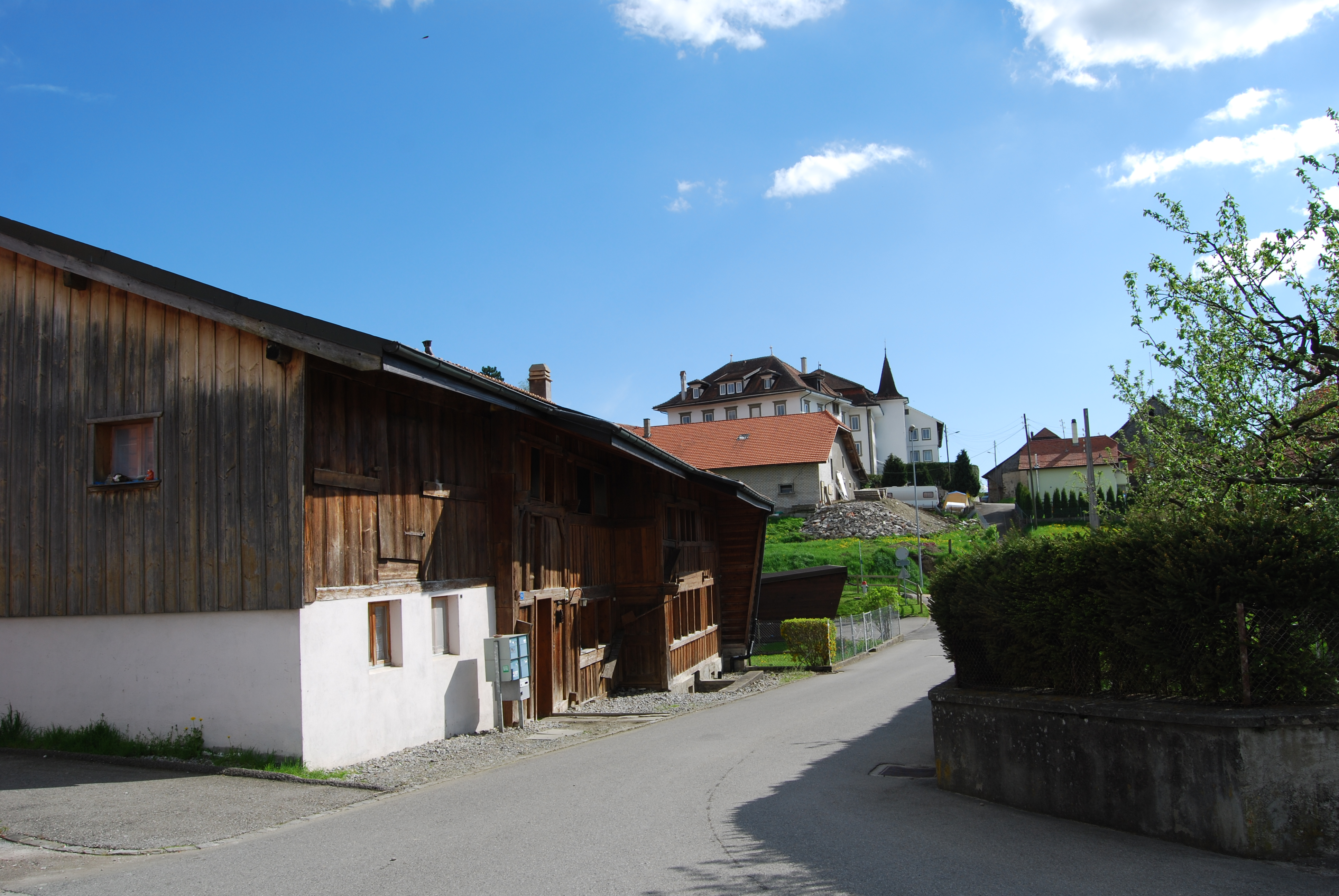
Il castello inferiore

- Chiesa cattolica di San Pietro, attestata dal 1143 e ricostruita nel 1935-1936 da Fernand Dumas[1];
- Castello superiore, ricostruito nel 1629, dal 1979 convento di Nostra Signora di Fatima[1];
- Castello inferiore, ricostruito nel XVII secolo[1].

## Società

### Evoluzione demografica
L'evoluzione demografica è riportata nella seguente tabella:
Abitanti censiti

## Amministrazione
Ogni famiglia originaria del luogo fa parte del comune patriziale che ha la responsabilità della manutenzione di ogni bene comune.